# مقاطعة كوك (جورجيا)
مقاطعة كوك (بالإنجليزية: Cook County)‏ هي إحدى المقاطعات في ولاية جورجيا في الولايات المتحدة الأمريكية.